# Spazioplano
Uno spazioplano è un velivolo progettato per volare oltre la linea di Kármán che, convenzionalmente, individua il confine tra l'atmosfera terrestre e lo spazio alla quota di 100 km sul livello medio del mare. Uno spazioplano combina alcune delle caratteristiche degli aeroplani con altre delle navi spaziali. Di solito ha la forma di una nave spaziale, con delle ali utilizzate solo durante l'attraversamento dell'atmosfera.
Quattro esempi di spazioplani sono stati lanciati con successo in orbita, sono rientrati nell'atmosfera terrestre e atterrati: lo Space Shuttle e l'X-37 statunitensi, il Buran sovietico, e lo Shenlong cinese. Un altro, il Dream Chaser, è in fase di sviluppo negli Stati Uniti. Al 2024 tutti gli spazioplani orbitali passati e attuali vengono lanciati verticalmente; alcuni sono trasportati come carico utile in una carenatura convenzionale, mentre lo Space Shuttle ha utilizzato i propri motori con l'assistenza di booster e un serbatoio esterno. Il volo spaziale orbitale avviene ad alte velocità, con energie cinetiche orbitali tipicamente maggiori delle traiettorie suborbitali. Questa energia cinetica viene dispersa sotto forma di calore durante il rientro.
Almeno due spazioplani suborbitali alimentati da razzi sono stati lanciati orizzontalmente in voli suborbitali da un aereo da trasporto prima di superare la linea di Kármán: l'X-15 e lo SpaceShipOne.

## Descrizione
A oggi gli unici spazioplani orbitali che hanno volato con successo sono lo Space Shuttle statunitense e il Buran sovietico. Essi usano le ali soprattutto come freni aerodinamici nella fase di ritorno dall'orbita e per fornire la portanza per atterrare su una pista come un aeroplano. Entrambi questi veicoli sono progettati per decollare verticalmente sfruttando la spinta fornita da razzi come per i tradizionali veicoli di lancio non riutilizzabili.

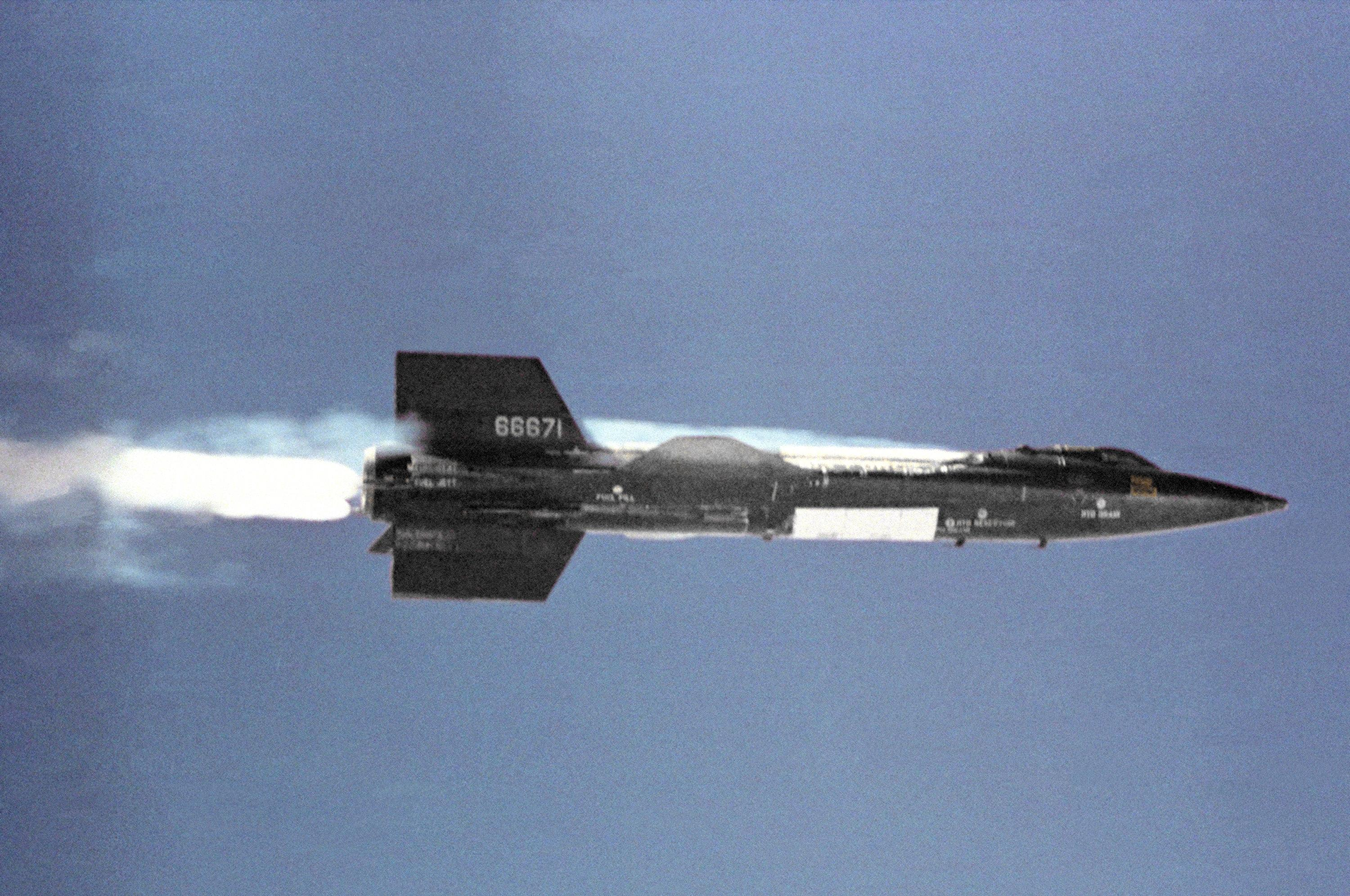
L'X-15

Altri spazioplani solo progettati utilizzano le ali anche per fornire la portanza in fase di decollo, ma anche in questo caso la spinta è assicurata da un razzo. A tutto il 2005 gli unici prototipi di questo tipo ad aver volato e raggiunto lo spazio sono il North American X-15 e lo SpaceShipOne. È da ricordare che nessuno dei due è stato capace di entrare in orbita e che entrambi riescono a volare solo dopo essere stati portati ad alta quota appesi a un apposito aereo. La NASA, la Boeing e la Reaction Engines hanno in corso lo sviluppo di tecnologie utili per la costruzione di spazioplani orbitali senza equipaggio per il lancio di satelliti, come alternativa a basso costo ai tradizionali vettori non riutilizzabili (ad es. X-34, X-37, X-40, Skylon ).
Si prevede che gli spazioplani del futuro potranno decollare, prendere quota e rientrare in atmosfera e atterrare come aeroplani convenzionali, realizzando una reale capacità di raggiungere quote orbitali in un'unica fase di volo. I fautori dello scramjet spesso citano gli spazioplani come utilizzatori potenziali di questa nuova tecnologia di propulsione.
Proposte, idee, progetti e prototipi di spazioplani sono avanzati fin dall'inizio del XX secolo. Fra i primi si annoverano quello proposto da Fridrich Cander, dotato di ali costruite in una lega combustibile che si sarebbe dovuta consumare nella fase di salita, e il Silbervogel di Eugen Sänger, un bombardiere suborbitale. L'applicazione di ali al missile V2 fu considerata durante e dopo la seconda guerra mondiale, soprattutto negli anni cinquanta e sessanta con la rinascita dell'interesse verso le esplorazioni spaziali.
A quegli anni risale l'X-20 Dyna-Soar voluto dall'USAF per la raccolta di informazioni utili su questo particolare tipo di velivolo, che sarebbero state preziose per la realizzazione dello Space Shuttle.
Questi missili dotati di superfici alari, per lo più progettati sotto la direzione di Wernher von Braun e Willy Ley, hanno ispirato lungamente la letteratura e la cinematografia di fantascienza.

## Esempi di spazioplano
- Silbervogel
- Space Shuttle
- Buran 1.01
- Lockheed Martin X-33
- SpaceShipOne
- SpaceShipTwo
- SpaceLiner
- Space Rider
- PRIDE
- HERMES
- Phoenix (shuttle)
- Dream Chaser
- Boeing X-37